# Округ Винебејго (Илиноис)
Винебејго (енгл. Winnebago County) је округ у америчкој савезној држави Илиноис.

## Демографија
По попису из 2010. године број становника је 295.266, што је 16.848 (6,1%) становника више него 2000. године.
| Група             | 2000.           | 2010.           |
| Белци             | 220.817 (79,3%) | 214.196 (72,5%) |
| Афроамериканци    | 29.317 (10,5%)  | 36.108 (12,2%)  |
| Азијати           | 4.780 (1,7%)    | 6.810 (2,3%)    |
| Хиспаноамериканци | 19.206 (6,9%)   | 32.177 (10,9%)  |
| Укупно            | 278.418         | 295.266         |